# Sainte-Hélène (Vosges)
Sainte-Hélène é uma comuna francesa na região administrativa de Grande Leste, no departamento de Vosges. Estende-se por uma área de 17,05 km². Em 2010 a comuna tinha 459 habitantes (densidade: 26,9 hab./km²).